# Renault Laguna
Renault Laguna byl automobil střední třídy, vyráběný francouzskou automobilkou Renault v letech 1994–2015. V roce 2015 byla Laguna nahrazena novým Renaultem Talisman.

## 1. generace

### Phase I
Laguna se začala vyrábět v roce 1994, kdy nahradila tehdejší modelovou řadu Renault 21 vyráběnou od roku 1986. Nejdříve se vyráběla pouze ve verzi liftback, verze combi přišla na trh v roce 1995. Výroba modelu Laguna znamenala pro automobilku Renault velký krok kupředu v oblasti kvality a spolehlivosti, často tak diskutovaného témata u její starších modelů. Na základě uvedených zlepšení, byl servisní interval prodloužen na 15.000 km. Laguna nabízela např. 4 elektrická okna, automatickou klimatizaci, výhřev sedadel, mlhovky, el. zrcátka a el. střešní okno.

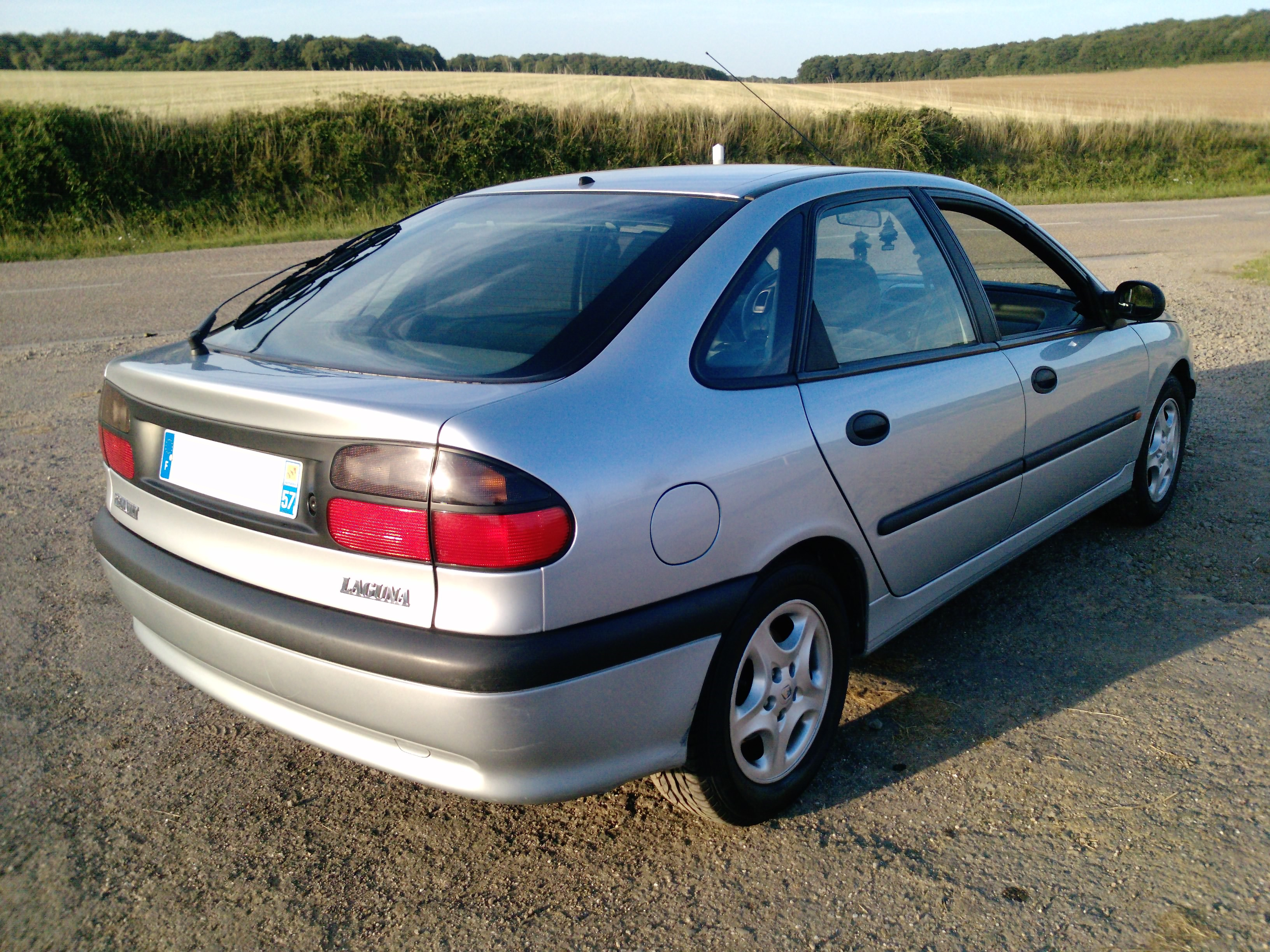
Renault Laguna I liftback (1994–1998)
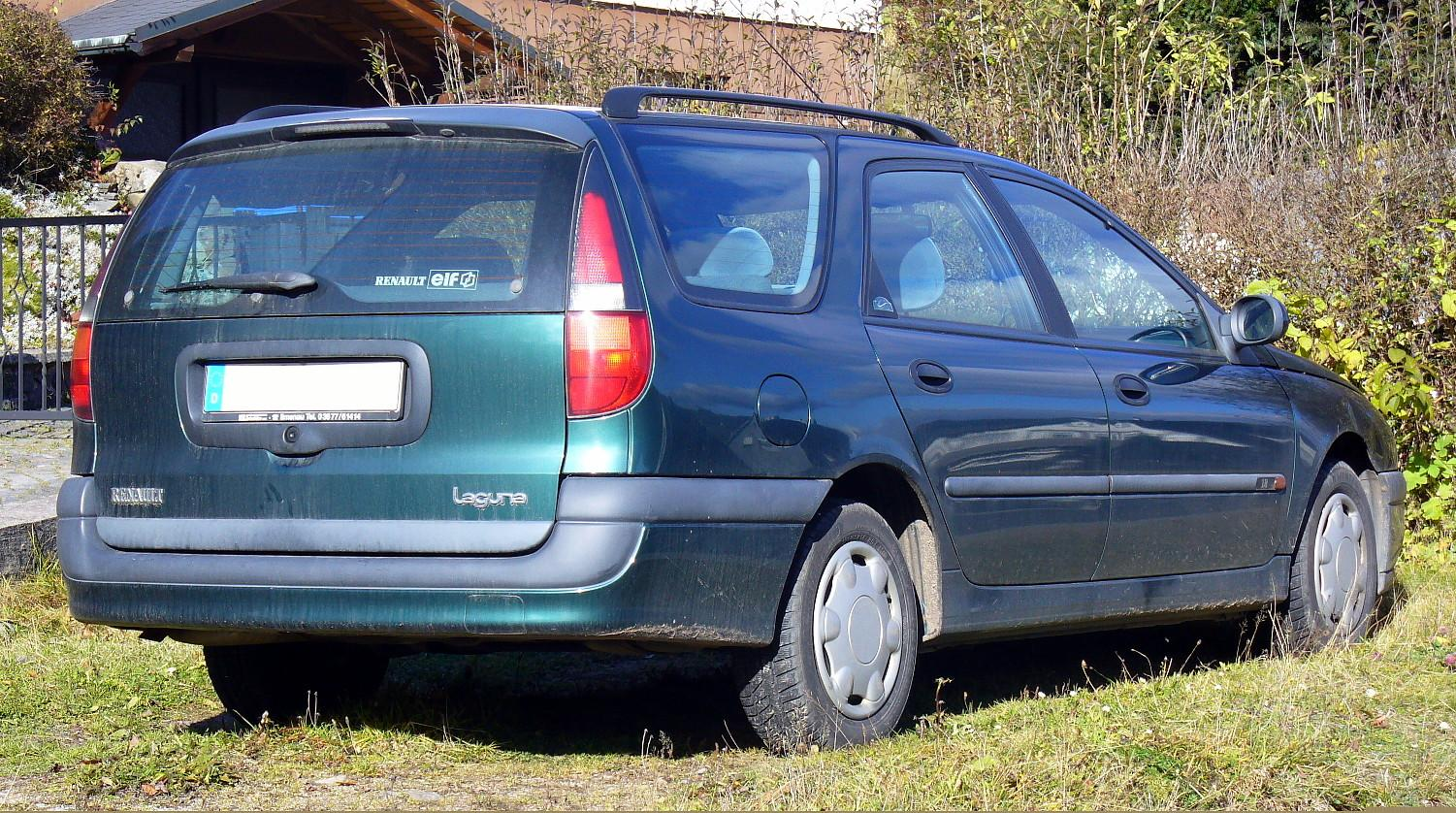
Renault Laguna Grandtour (1995–1998)

### Phase II
Po roce 1998 prodělala Laguna facelift. Ten měl v základní výbavě některé prvky, které původní verze nenabízela, jako: čiré překrytí světlometů, mlhovky, boční airbagy, 4 elektrická okna, nové překrytí zadních skupinových světel a hlavně modernizované pohonné agregáty. Navíc přibyly motory 1.6 16v 107 PS, 1.8 16v 120 PS, 1.9 dTi 98PS. Začátkem Listopadu 1998 začala montáž prvního dieselového motoru se systémem common rail – 1.9 dCi 109 PS. Laguna obdržela v crashtestech tři hvezdičky Euro NCAP, ale později jí byla jedna odebrána.
Až do konce výroby první verze Laguny v roce 2000 jich bylo vyrobeno více než 1,5 mil., což umožnilo automobilce dostat se na přední příčku mezi francouzskými automobilovými výrobci.

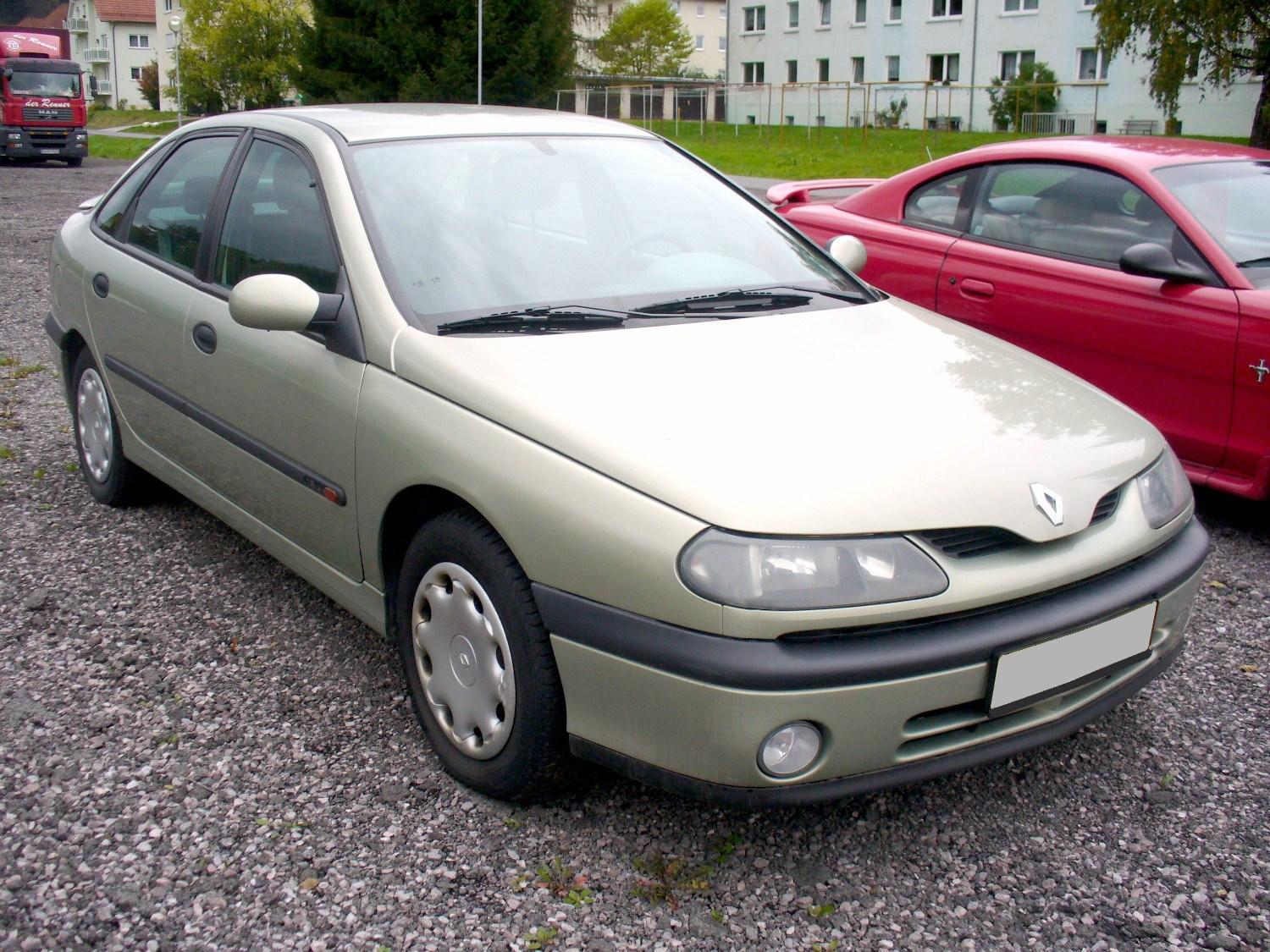
Renault Laguna I liftback (1998–2001)
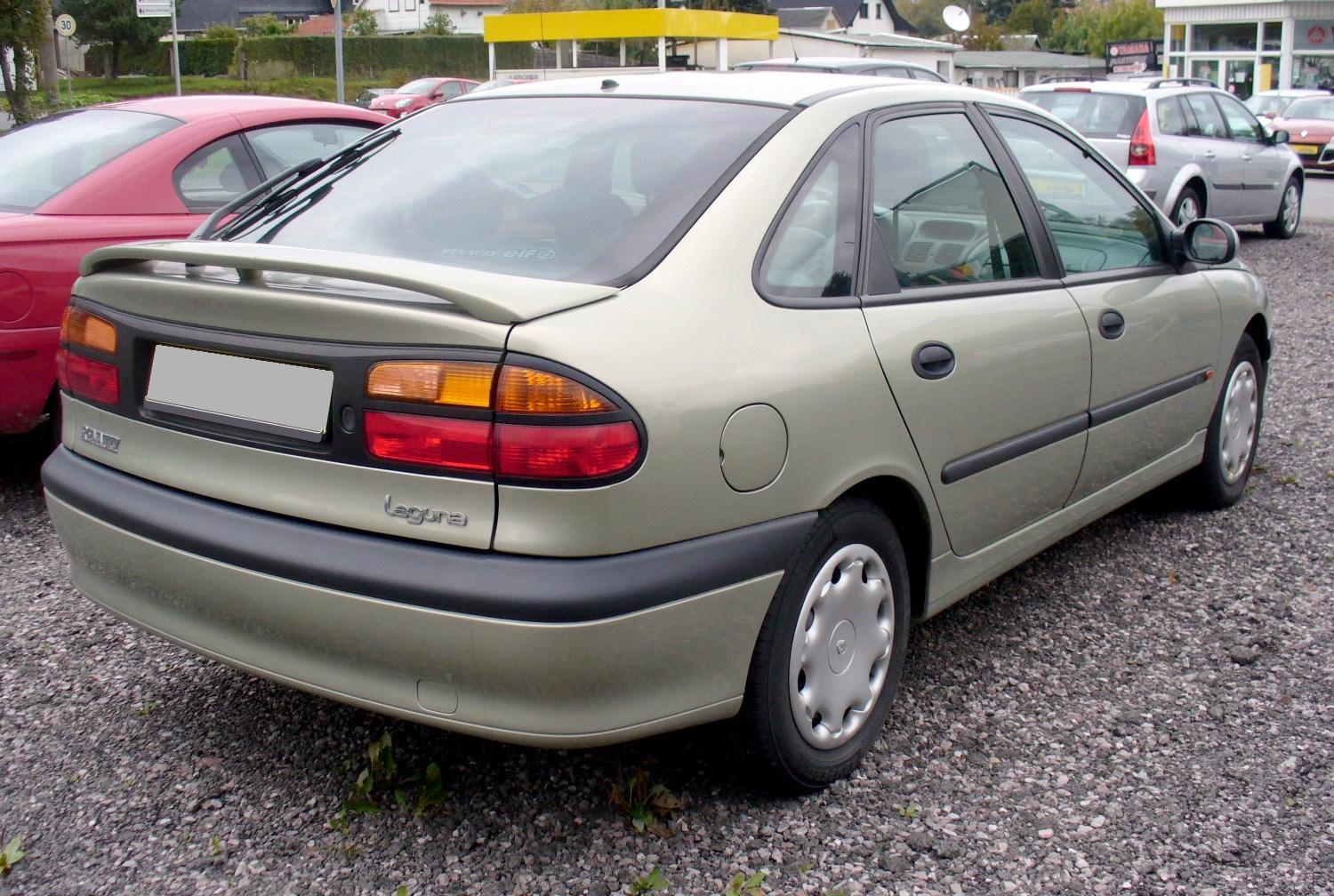
Renault Laguna I liftback (1998–2001)
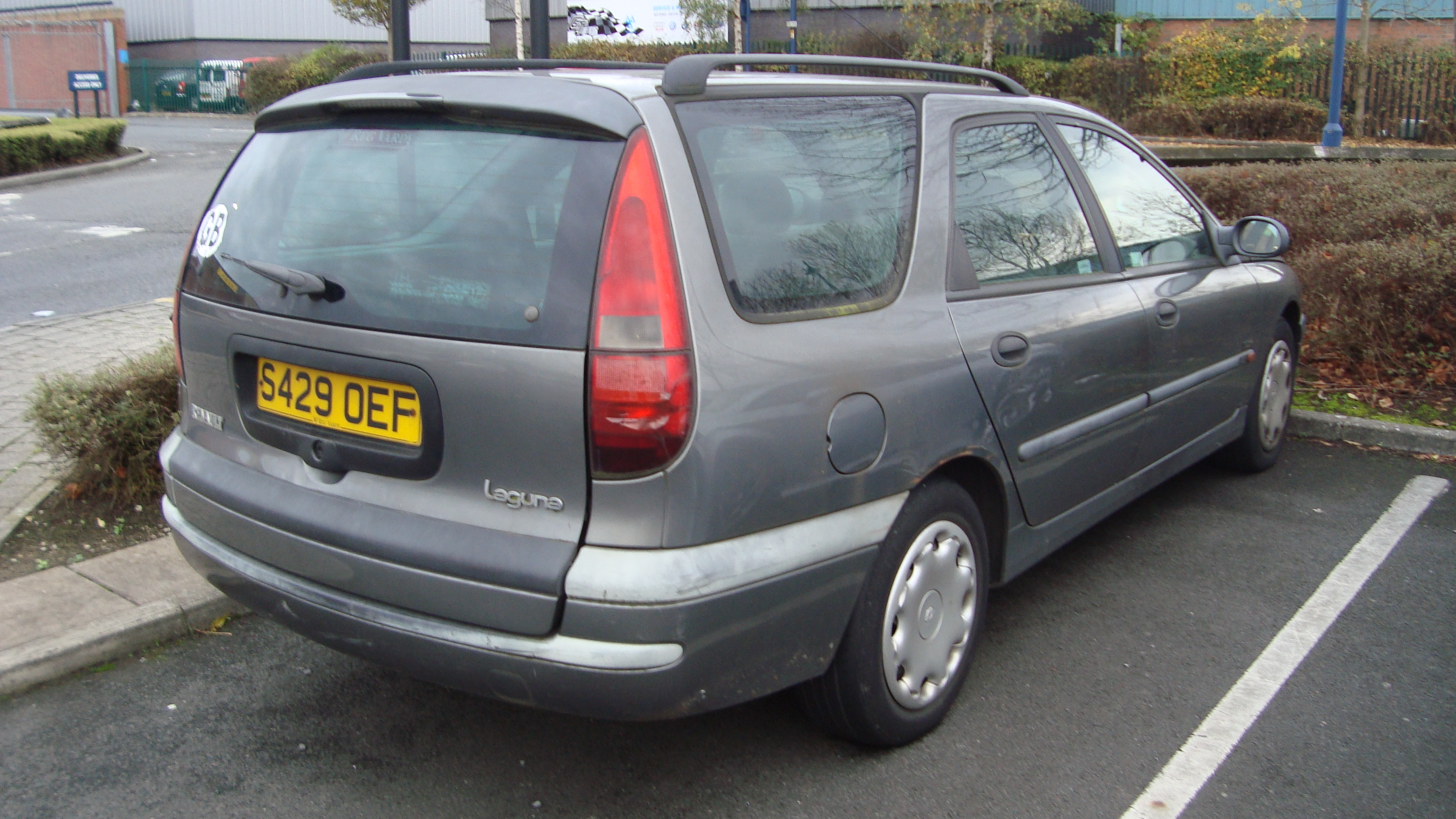
Renault Laguna I Grandtour (1998–2001)

### Motory do roku 2001
| objem | objem | označení    | výkon | výkon | nejvyšší rychlost | 0–100 km/h | rok výroby |
| l     | cm3   |             | hp    | kW    | km.h−1            | s          |            |
| ----- | ----- | ----------- | ----- | ----- | ----------------- | ---------- | ---------- |
| 1.6   | 1598  | 16-V I4     | 107   | 79    | 195               | 11.5       | 98–01      |
| 1.8   | 1783  | 8-V I4      | 95    | 70    | 180               | 13.9       | 94–96      |
| 1.8   | 1783  | 8-V I4      | 95    | 70    | 180               | 14.0       | 96–98      |
| 1.8   | 1783  | 8-V I4      | 95    | 70    | 180               | 14.2       | 98–99      |
| 1.8   | 1783  | 16-V I4     | 120   | 88    | 203               | 10.7       | 98–01      |
| 2.0   | 1998  | 8-V I4      | 113   | 83    | 200               | 10.6       | 94–98      |
| 2.0   | 1998  | 8-V I4      | 113   | 83    | 190               | 11.6       | 98–01      |
| 2.0   | 1948  | 16-V I4     | 140   | 103   | 205               | 9.8        | 95–98      |
| 3.0   | 2963  | 12-V V6     | 170   | 125   | 220               | 8.6        | 94–96      |
| 3.0   | 2963  | 12-V V6     | 170   | 125   | 212               | 9.2        | 94–97 auto |
| 3.0   | 2946  | 24-V V6     | 194   | 143   | 230               | 8.7        | 97–98 auto |
| 3.0   | 2946  | 24-V V6     | 194   | 143   | 230               | 8.9        | 98–01 auto |
| 3.0   | 2946  | 24-V V6     | 194   | 143   | 235               | 7.7        | 99–01      |
| 1.9   | 1870  | 8-V dTi I4  | 100   | 73    | 185               | 12.5       | 98–01      |
| 1.9   | 1870  | 8-V dCi I4  | 110   | 79    | 190               | 11.8       | 99–01      |
| 2.2   | 2188  | 12-V D I4   | 84    | 62    | 175               | 15.5 s     | 95–98      |
| 2.2   | 2188  | 12-V dTi I4 | 116   | 85    | 195               | 11.8       | 95–98      |
| 2.2   | 2188  | 12-V dT I4  | 115   | 85    | 195               | 11.8       | 98–00      |

## 2. generace

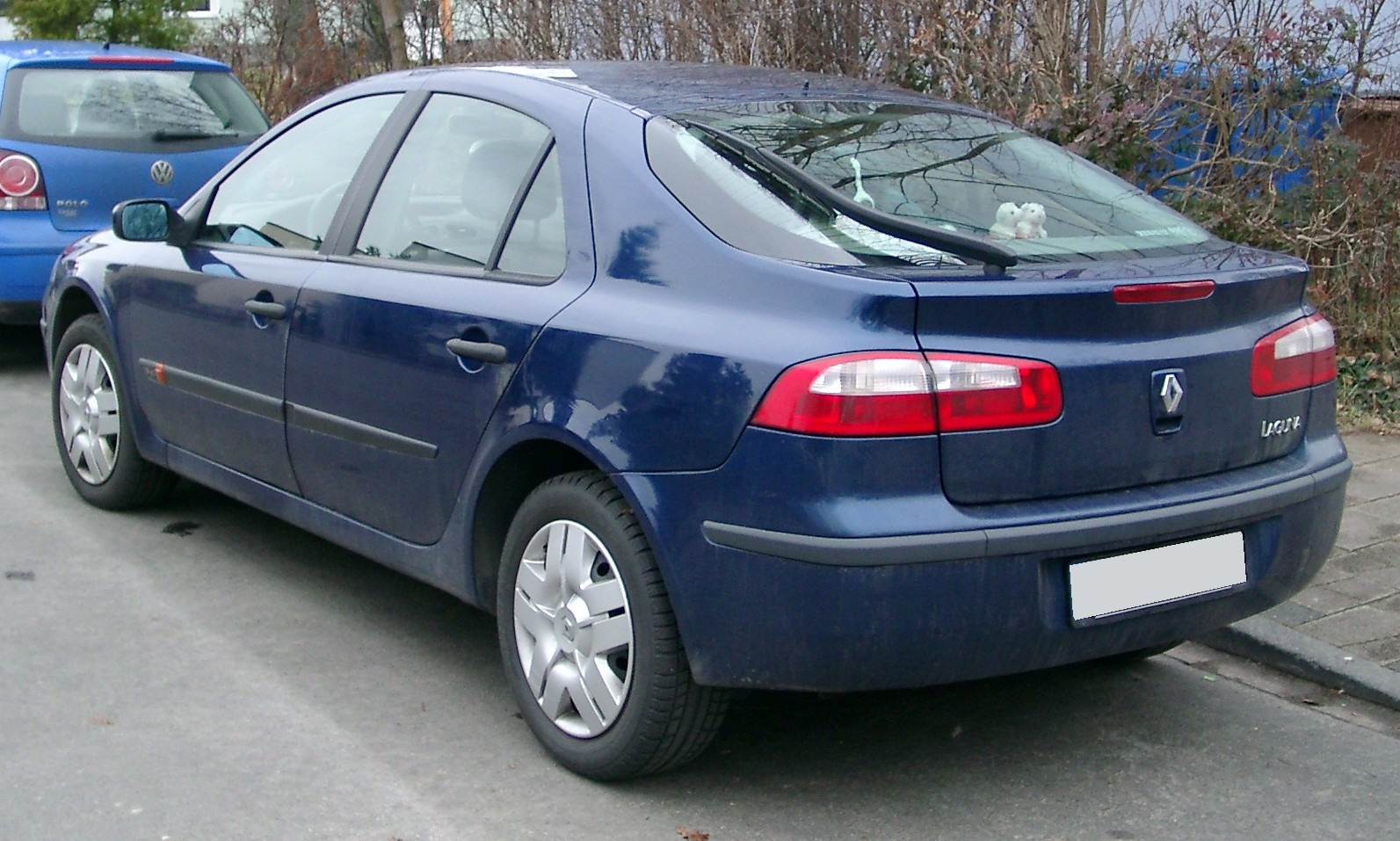
Renault Laguna II liftback

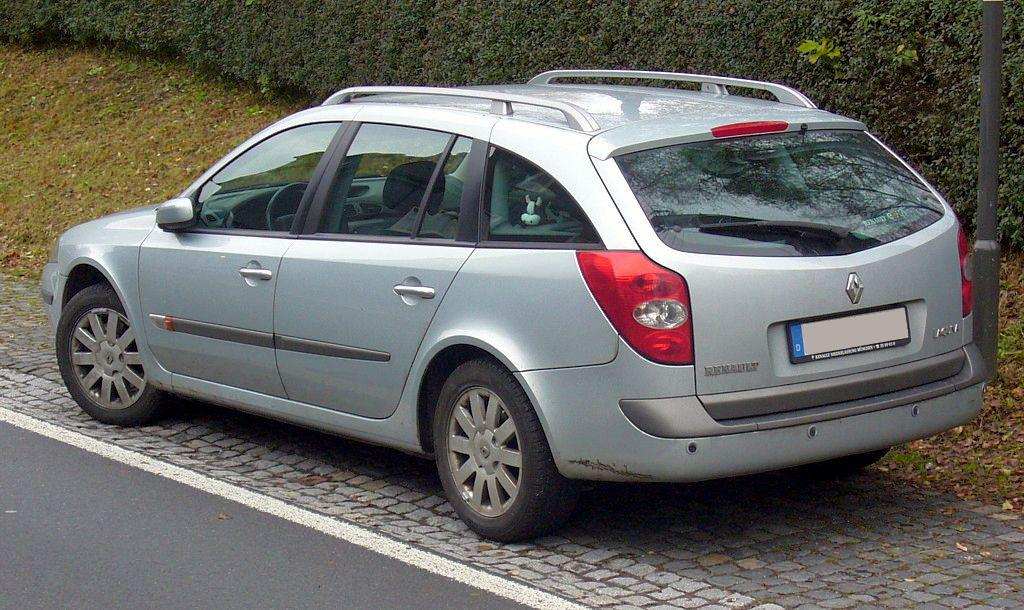
Renault Laguna II Grandtour

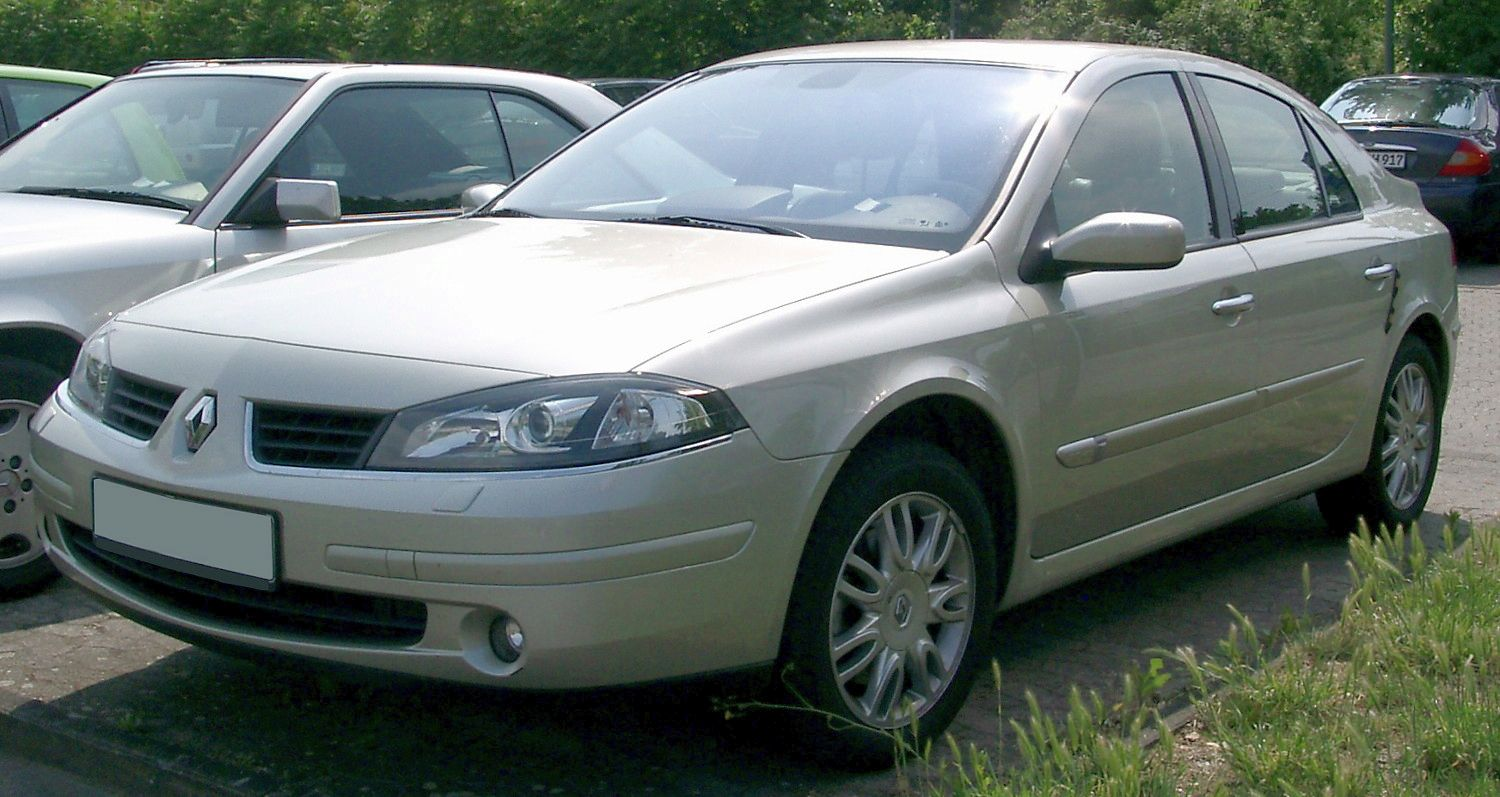
Laguna II facelift

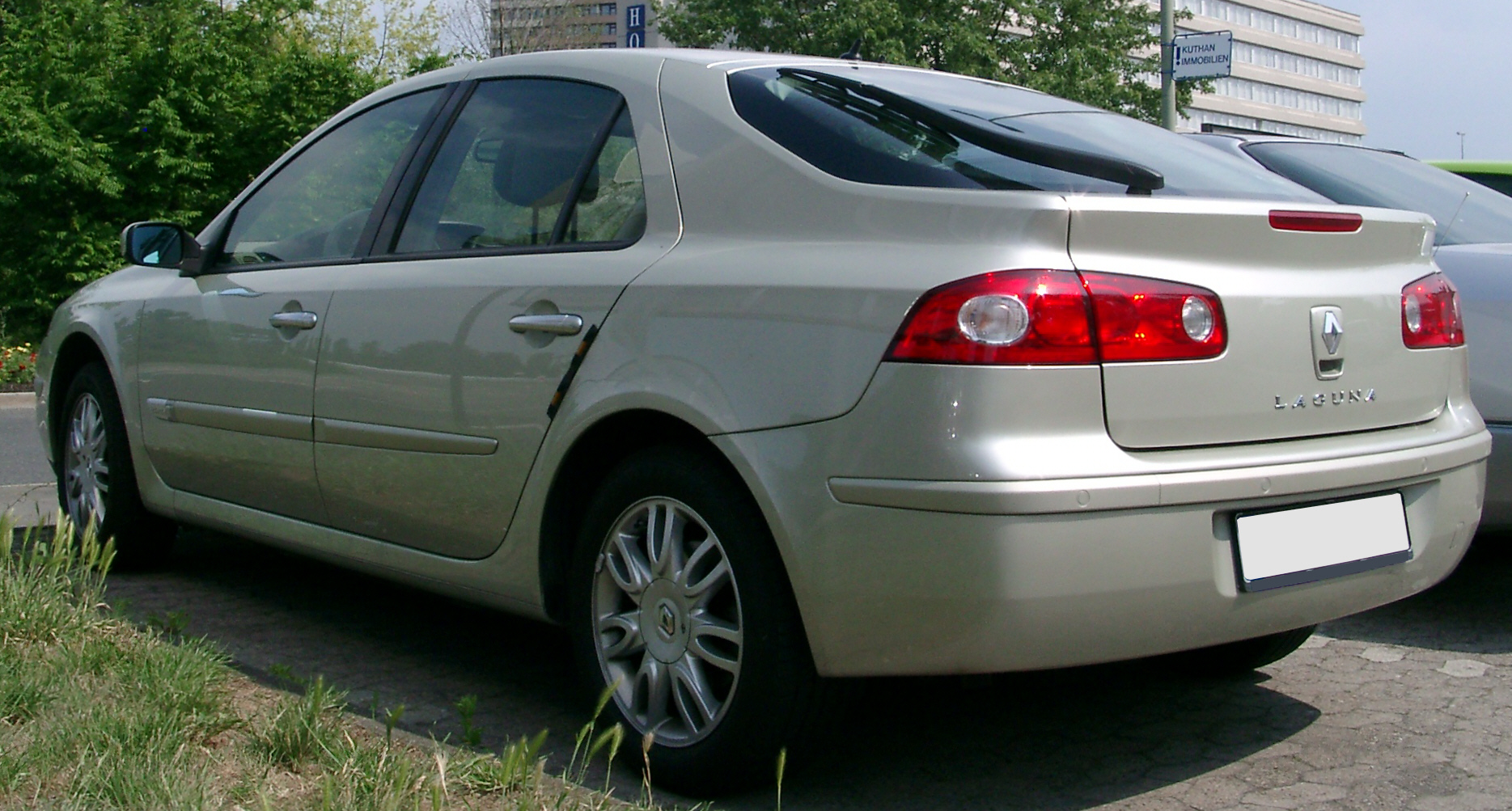
Laguna II facelift

Na konci roku 2000, po téměř sedmi letech výroby původní verze, se začala vyrábět druhá generace tohoto vozu. Oproti předchozí generaci má lepší motory a lepší výbavu. Na pařížské premiéře byli odborníci nadšeni z vytříbeného vnějšího designu a dobře navrženého i vyrobeného interiéru. V době svého vzniku byla považována za jedno z nejbezpečnějších aut své třídy a byla vůbec prvním autem, které dosáhlo 5 hvězdiček v crashtestu Euro NCAP. Vůz disponuje systémem ABS Teves MK60, osmi airbagy, 308 mm a 274 mm kotoučovými brzdami, ESP a BAS.
Laguna II byla prvním evropským rodinným vozem a druhým evropským vozem vybaveným novým systémem startování bez klíčku pomocí karty, ta zároveň slouží k odemčení vozidla. Je možné si připlatit za variantu, kdy se auto samo odemkne, když vezmete za kliku, nebo naopak zamkne pokud od něj odejdete a až třem různým řidičům se po příchodu do auta samočinně nastaví autorádio, klimatizace a elektricky polohovatelné sedačky. K dalším technickým novinkám patřil například systém kontroly tlaku v pneumatikách, dvouzónová automatická klimatizace a dešťový senzor.
Na rozdíl od předchozí generace, kde existoval speciální sedmimístný model, u této existuje pouze pětimístný. Vůz Renault Laguna II skončil na druhém místě v anketě o titul Evropský Automobil Roku 2002 a vyhrál titul Auto Roku 2002 v Irsku.
Vozu kazily pověst především silnější naftové motory z prvních let výroby, u kterých odcházelo turbodmychadlo, často také odcházely detektory tlaku pneumatik a podsvícení displeje klimatizace.
Laguna se v březnu 2005 dočkala faceliftu. Firma Renault uvádí, že došlo ke zlepšení bezpečnosti, jízdních vlastností a pohodlí. Od té doby si bylo možné koupit Lagunu také s dvoulitrovým dieselovým motorem s výkonem 174 HP (130 kW), což byl v té době nejsilnější dvoulitrový dieselový motor na světě.

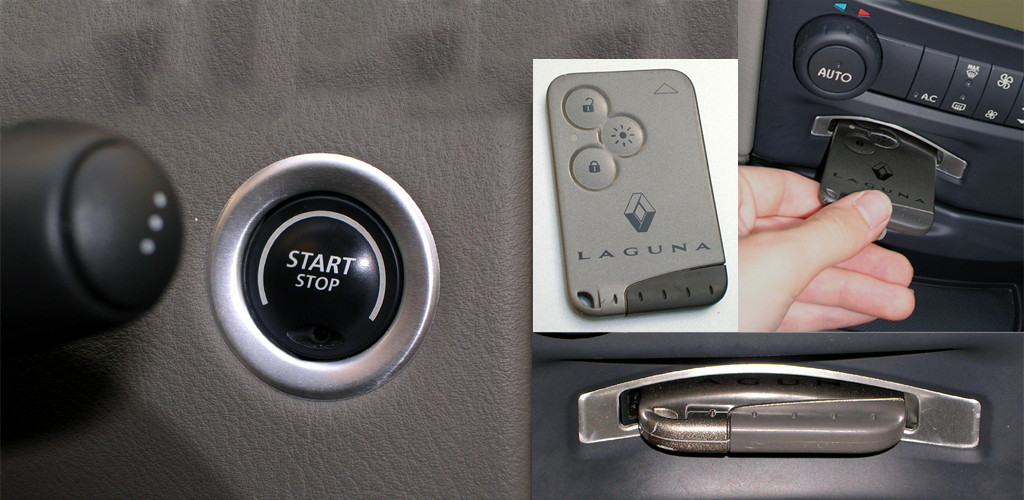
Kartový systém startování v Laguně
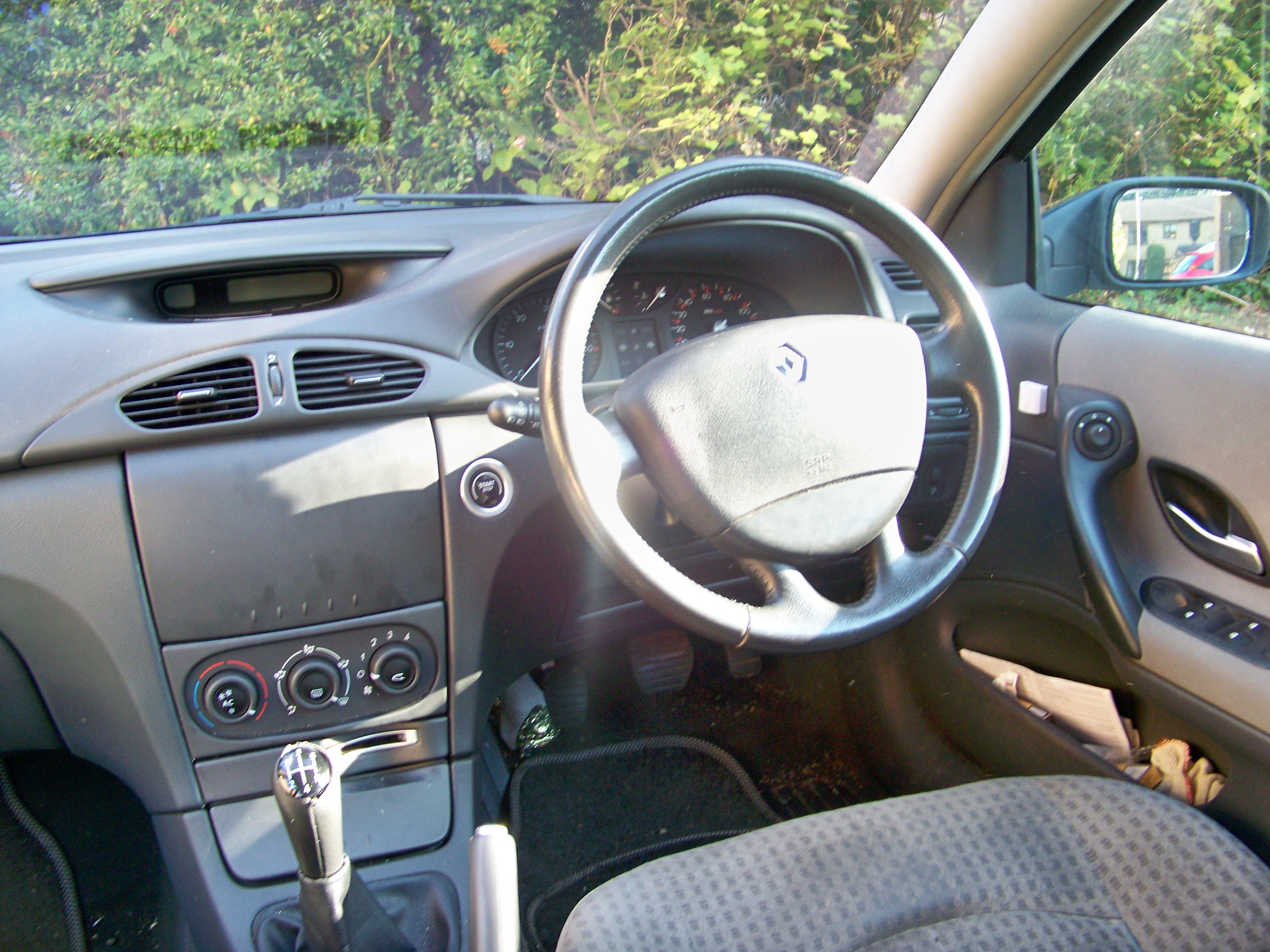
Interiér
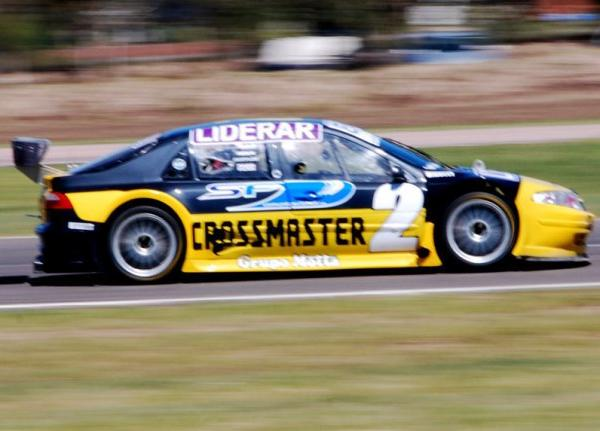
Renault Laguna TRV6

### Motory
Do druhé generace Laguny se montovaly následující motory:
| Benzinové motory | Benzinové motory | Benzinové motory | Benzinové motory | Benzinové motory | Benzinové motory  | Benzinové motory | Benzinové motory | Benzinové motory |
| Objem            | Objem            | Označení         | Výkon            | Výkon            | Nejvyšší rychlost | 0–100 km/h       | Komb. spotřeba   | Rok výroby       |
| l                | cm3              |                  | hp               | kW               | km/h              | s                | l/100 km         |                  |
| ---------------- | ---------------- | ---------------- | ---------------- | ---------------- | ----------------- | ---------------- | ---------------- | ---------------- |
| 1,6              | 1598             | 16-V I4          | 107              | 79               | 195               | 11,5             | 7,3              | 01–05            |
| 1,6              | 1598             | 16-V I4          | 111              | 82               | 197               | 11,5             | 7,4              | 05–07            |
| 1,8              | 1783             | 16-V I4          | 120              | 88               | 203               | 10,8             | 7,5              | 01–05            |
| 2,0              | 1998             | 16-V I4          | 135              | 99               | 204               | 9,9              | 7,9              | 02–05            |
| 2,0              | 1998             | 16-V IDE I4      | 140              | 103              | 210               | 9,8              | 7,7              | 01–03            |
| 2,0              | 1998             | 16-V T I4        | 163              | 120              | 217               | 8,5              | 8,2              | 01–03            |
| 2,0              | 1998             | 16-V T I4        | 170              | 125              | 218               | 8,5              | 8,4              | 05–07            |
| 2,0              | 1998             | 16-V T I4        | 204              | 150              | 223               | 8,4              | 8,5              | 05–07            |
| 3,0              | 2946             | 24-V V6          | 207              | 152              | 235               | 8,1              | 9,9              | 01–05            |
| Dieselové motory |                  |                  |                  |                  |                   |                  |                  |                  |
| Objem            | Objem            | Označení         | Výkon            | Výkon            | Nejvyšší rychlost | 0–100 km/h       | Komb. spotřeba   | Rok výroby       |
| l                | cm3              |                  | hp               | kW               | km/h              | s                | l/100 km         |                  |
| 1,9              | 1870             | 8-V dCi I4       | 101              | 74               | 185               | 13,0             | 5,4              | 01–05            |
| 1,9              | 1870             | 8-V dCi I4       | 105              | 77               | 194               | 12,3             | 5,5              | 05               |
| 1,9              | 1870             | 8-V dCi I4       | 106              | 78               | 194               | 12,1             | 5,5              | 05–07            |
| 1,9              | 1870             | 8-V dCi I4       | 120              | 88               | 200               | 10,7             | 5,6              | 01–05            |
| 1,9              | 1870             | 8-V dCi I4       | 131              | 96               | 204               | 10,2             | 5,9              | 05–07            |
| 2,0              | 1955             | 16-V dCi I4      | 152              | 112              | 215               | 8,9              | 6,0              | 05–07            |
| 2,0              | 1995             | 16-V dCi I4      | 174              | 130              | 225               | 8,4              | 6,0              | 05–07            |
| 2,2              | 2188             | 16-V dCi I4      | 150              | 110              | 216               | 9,8              | 6,3              | 02–05            |

### TRV6
V roce 2007 se závodní speciál Renault Laguna TRV6, založený na druhé generaci Laguny, zúčastnil argentinských závodů Top Race V6. Emiliano Spataro tuto soutěž vyhrál, ovšem v polovině sezóny vyměnil vůz za Volkswagen Passat V, takže polovina titulu patří oběma vozům. Vůz se vrátil do soutěže v roce 2010, ovšem vzhledem ke stáří tohoto modelu oproti konkurenci již jeho výsledky nebyly valné.

## 3. generace

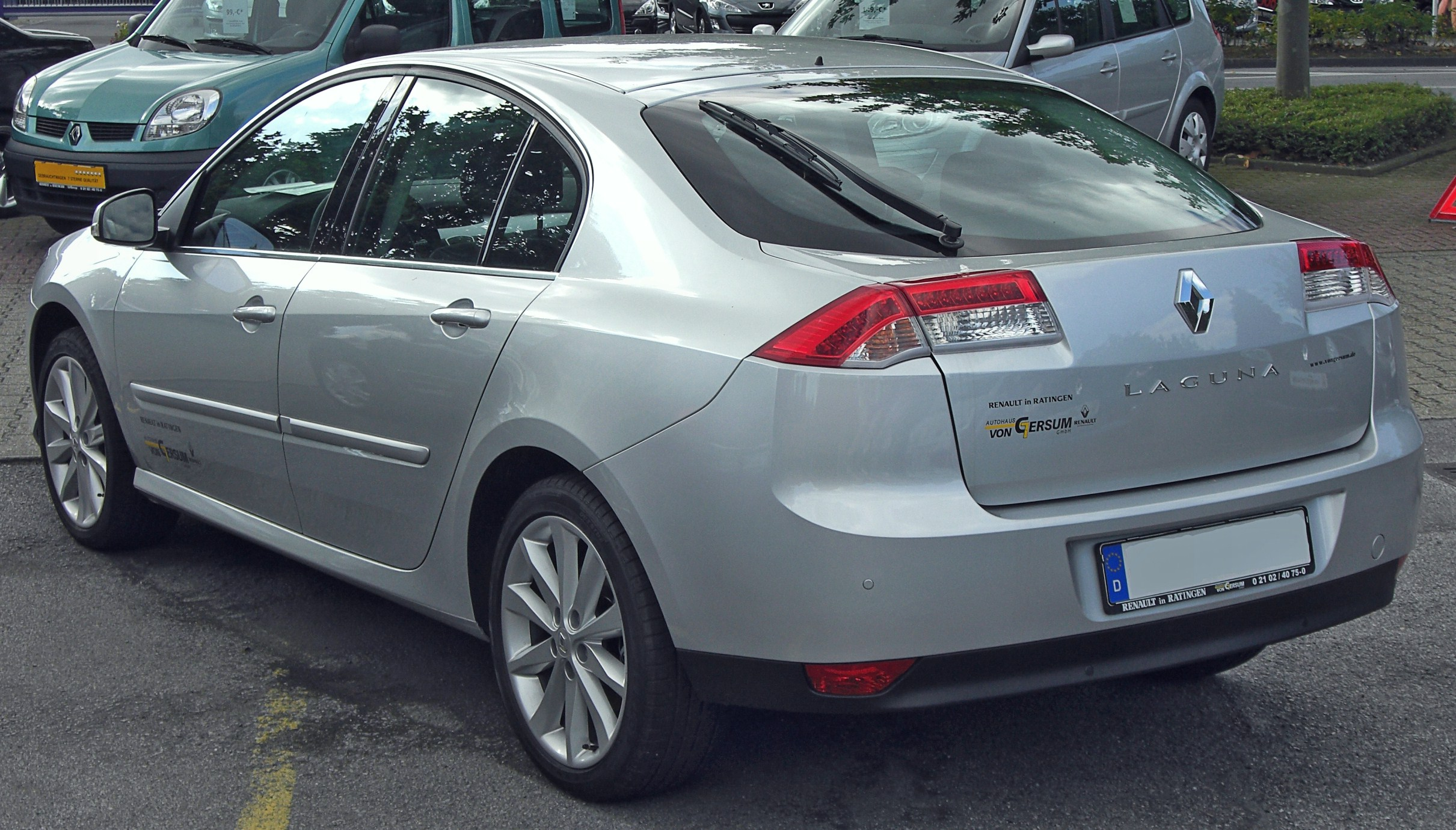
Laguna III liftback

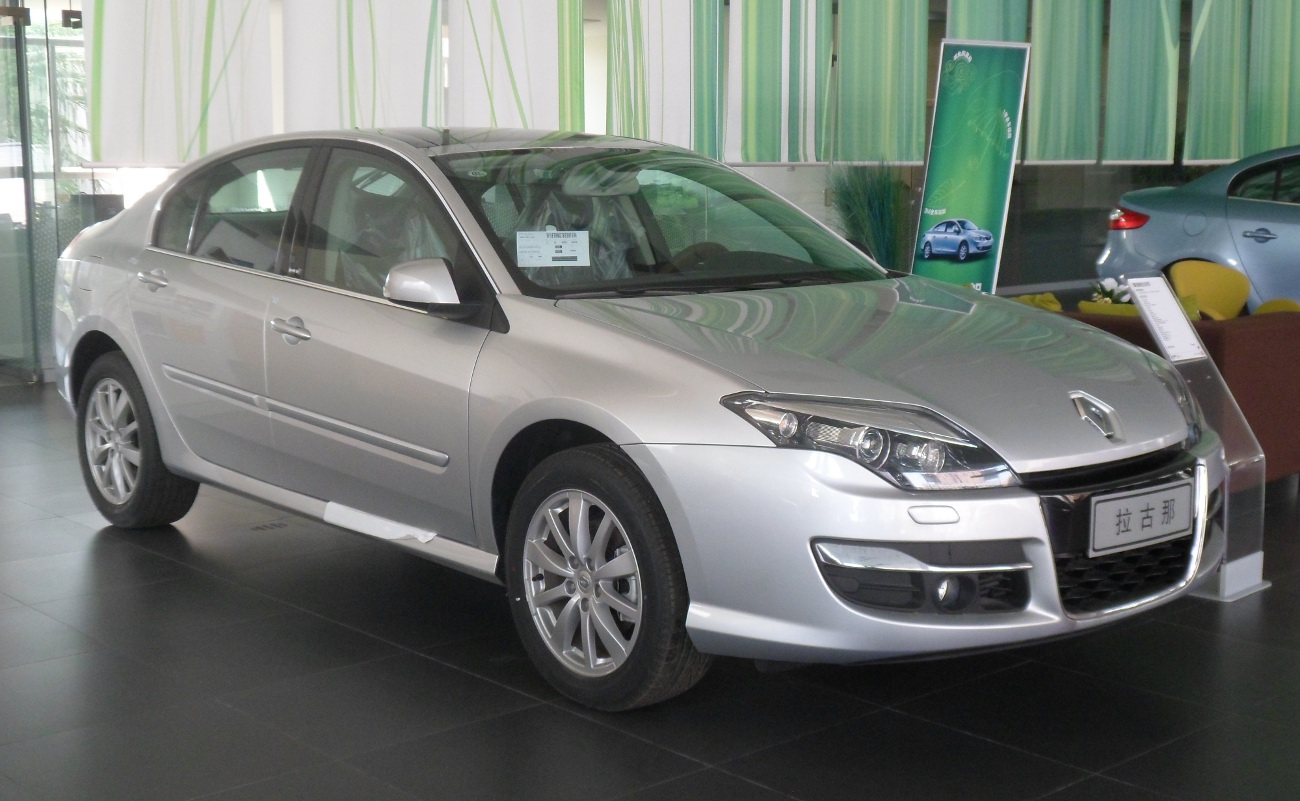
Laguna III facelift

Třetí generace byla představena na Autosalonu ve Frankfurtu a to v září roku 2007. V říjnu téhož roku byla zahájena výroba. Vůz je postaven na platformě Nissan D, kterou sdílí s vozy Nissan Altima a Nissan Murano. Existuje pětidveřový liftback, pětidveřové kombi a na rozdíl od předchozích generací i třídveřové kupé. Roku 2008 se na internetu objevily ještě fotografie sedanu, ten však nikdy nešel do výroby.
V říjnu 2010 proběhla modernizace, nový model je označován jako „Phase 2“. Vůz dostal např. agresivnější vzhled předního čela. V roce 2013 přichází lehký facelift, kdy byly doplněno LED denní svícení a bylo označováno jako „Phase 3“.

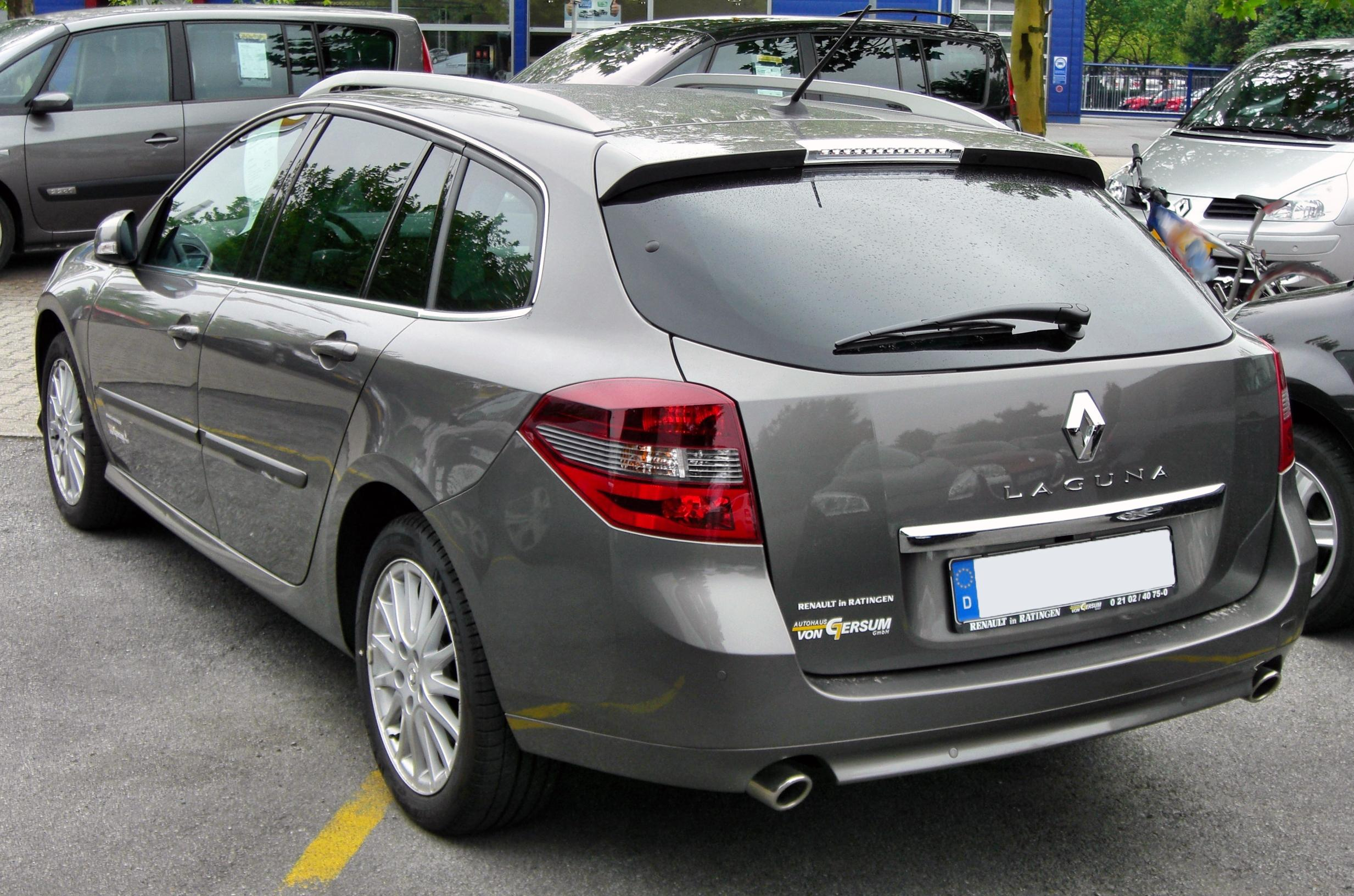
Laguna III Estate
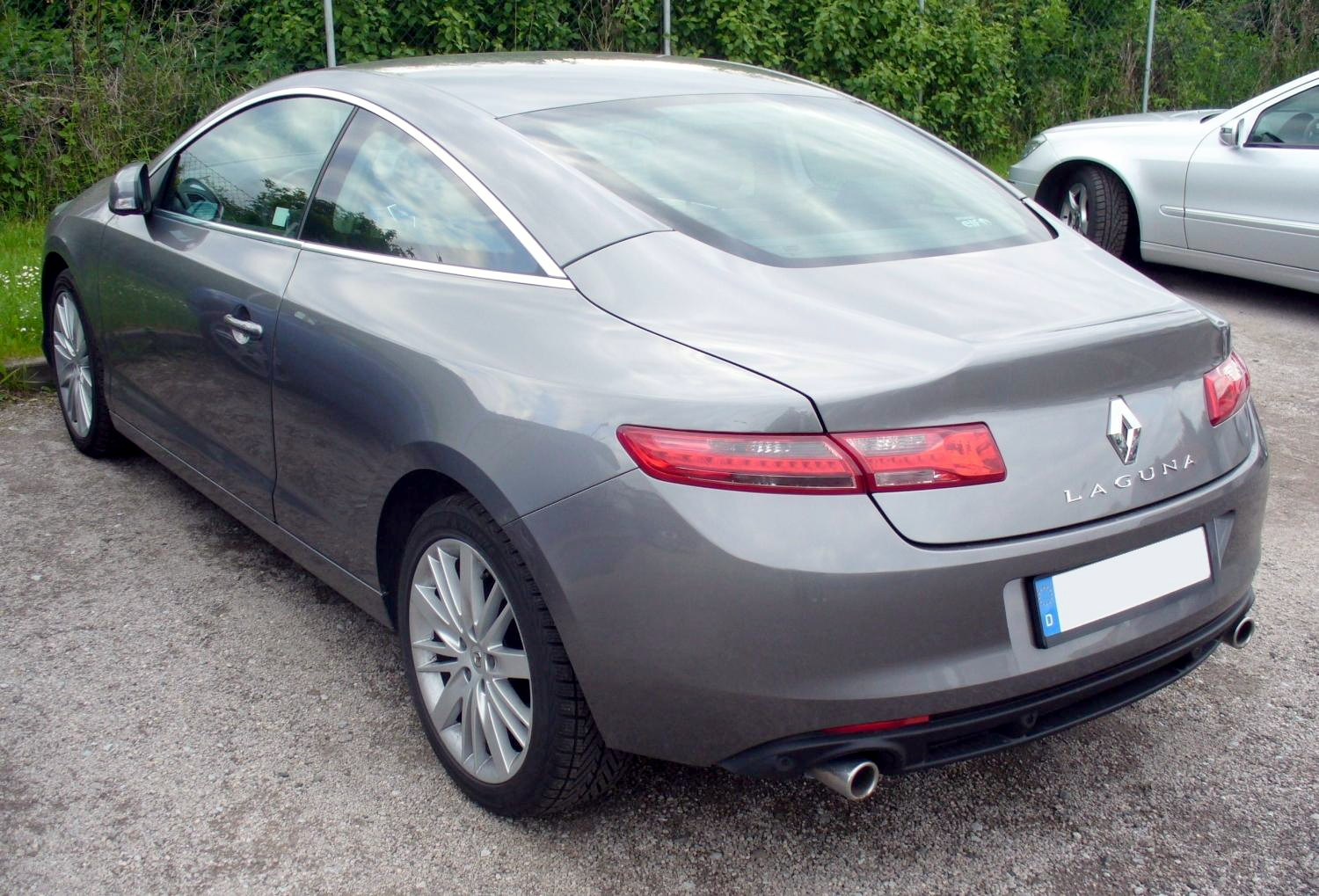
Laguna III Coupé
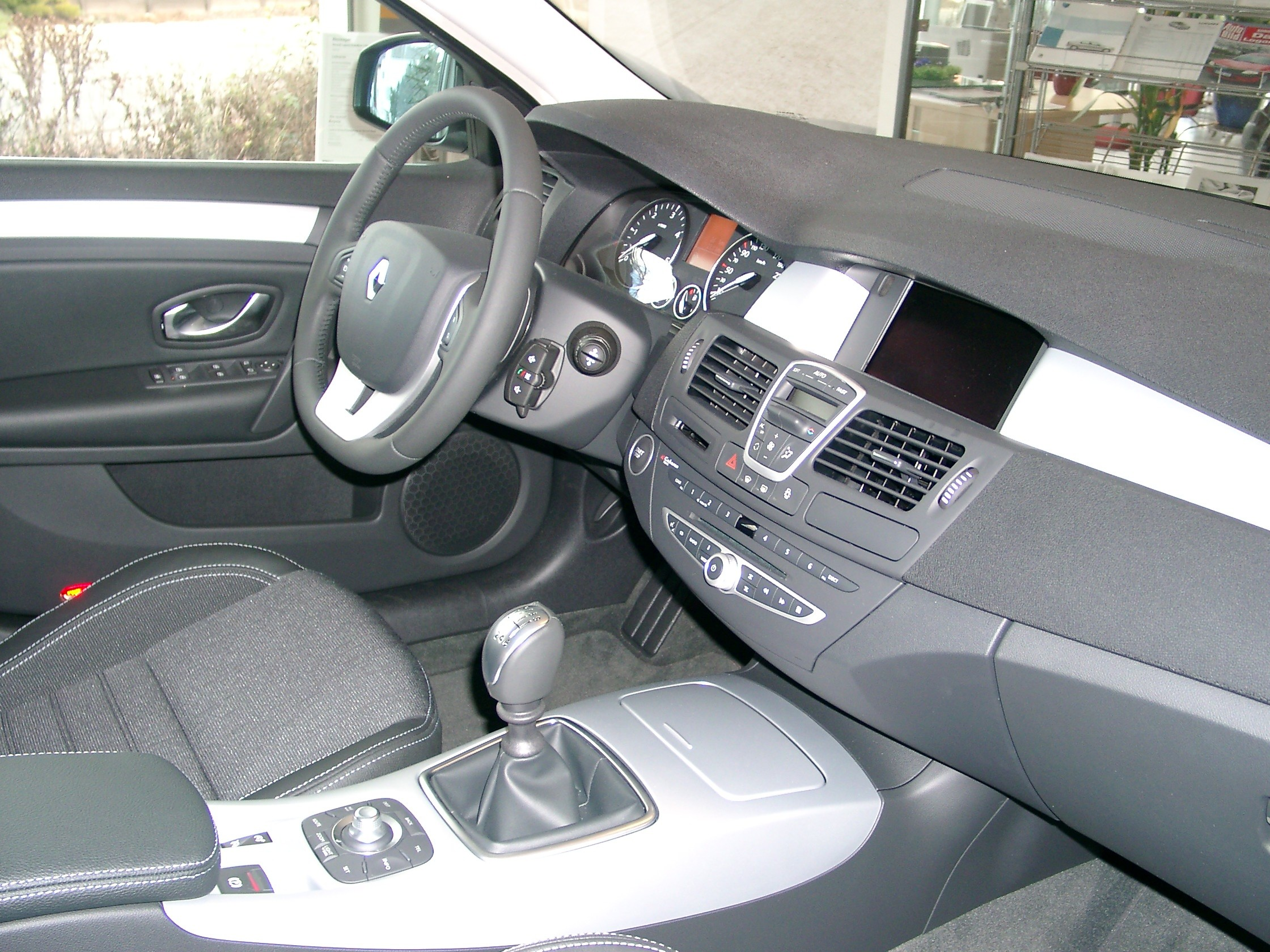
Interiér

### Motory
| Benzinové motory | Benzinové motory | Benzinové motory | Benzinové motory | Benzinové motory | Benzinové motory  | Benzinové motory | Benzinové motory | Benzinové motory |
| objem            | objem            | označení         | výkon            | výkon            | nejvyšší rychlost | 0–100 km/h       | komb. spotřeba   | rok výroby       |
| l                | cm3              |                  | hp               | kW               | km.h−1            | s                | l/100 km         |                  |
| ---------------- | ---------------- | ---------------- | ---------------- | ---------------- | ----------------- | ---------------- | ---------------- | ---------------- |
| 1,6              | 1598             | 16-V I4          | 110              | 81               | 192               | 11,7             | 7,8              | 07–10            |
| 2,0              | 1997             | 16-V I4          | 140              | 103              | 210               | 9,1              | 7,9              | 07–15            |
| 2,0              | 1998             | 16-V I4          | 169              | 125              | 220               | 9,2              | 8,9              | 07–15            |
| 2,0              | 1998             | 16-V I4          | 203              | 150              | 232               | 7,8              | 8,2              | 08–15            |
| 3,5              | 3498             | 24-V V6          | 238              | 175              | 244               | 7.4              | 10,0             | 08–15            |
| Dieselové motory |                  |                  |                  |                  |                   |                  |                  |                  |
| 1,5              | 1461             | 8-V dCi I4       | 110              | 81               | 192               | 12,1             | 5,1              | 07–15            |
| 2,0              | 1995             | 16-V dCi I4      | 130              | 96               | 204               | 10,6             | 6,0              | 07–15            |
| 2,0              | 1995             | 16-V dCi I4      | 150              | 110              | 210               | 9,5              | 5,2              | 07–15            |
| 2,0              | 1995             | 16-V dCi I4      | 173              | 129              | 223               | 8,8              | 5,7              | 07–15            |
| 2,0              | 1955             | 16-V dCi I4      | 178              | 131              | 218               | 8,5              | 6,5              | 07–15            |
| 3,0              | 2993             | 24-V V6          | 235              | 172              | 242               | 7.3              | 7,2              | 08–15            |